# ونیز/ونیز
ونیز/ونیز (به انگلیسی: Venice/Venice) فیلمی محصول سال ۱۹۹۲ و به کارگردانی هنری جاگلوند است. در این فیلم بازیگرانی همچون هنری جاگلوند، نلی آلارد، ملیسا لیو، سوزان برتیش، دافنا کاستنر، دیوید دوکاونی و جان لندیس ایفای نقش کرده‌اند.